# Euxantio
En la mitología griega Euxantio (en griego antiguo: Εὐξάντιος) o Euxancio (Εὐξάνθιος) era un rey de Ceos, hijo de Minos, rey de Creta y de Dexítea.
Descendía por su madre de los telquines, los primeros pobladores de Creta que habían sido aniquilados por Zeus y Apolo por sus innumerables iniquidades. Sin embargo la madre de Euxantio fue perdonada por los dioses, de lo que se vanagloriaba el príncipe frente a los otros hijos de Minos.